# Seminario arcivescovile di Cagliari
Il Seminario arcivescovile di Cagliari è il seminario diocesano dell’arcidiocesi di Cagliari, dedicato all'Immacolata. Dalla sua fondazione canonica nel 1576 e nel corso dei secoli ha avuto varie sedi: dalla seconda metà del XX secolo si trova in via mons. Cogoni 9, nel quartiere di Is Mirrionis a Cagliari.
All’interno dei locali del Seminario sono presenti, oltre alla comunità seminaristica liceale, anche la Curia arcivescovile, l’Episcopio, la Casa del Clero, l'Archivio storico diocesano e il College Universitario Sant’Efisio, nonché le redazioni della radio diocesana Radio Kalaritana e della Fondazione Kalaritana Media (già editrice de Il Portico). Nello stesso terreno, ma in un edificio separato, viene ospitato il Pontificio Seminario Regionale Sardo.

## Storia

### Seminario capitolare
La necessità di un luogo dove formare i futuri presbiteri dell'arcidiocesi di Cagliari nacque subito dopo il Concilio di Trento: a conclusione del Sinodo Diocesano del 1576, l'arcivescovo Francisco Perez ordinò l'erezione del Seminario Arcivescovile, che sorse nei locali adiacenti alla Cattedrale di santa Cecilia. Da questo periodo proviene la presenza di Santa Cecilia nello stemma attuale del seminario, l'intitolazione alla santa della Biblioteca del Seminario e la consuetudine di rendere il rettore canonico onorario del Capitolo metropolitano.

### Palazzo Belgrano

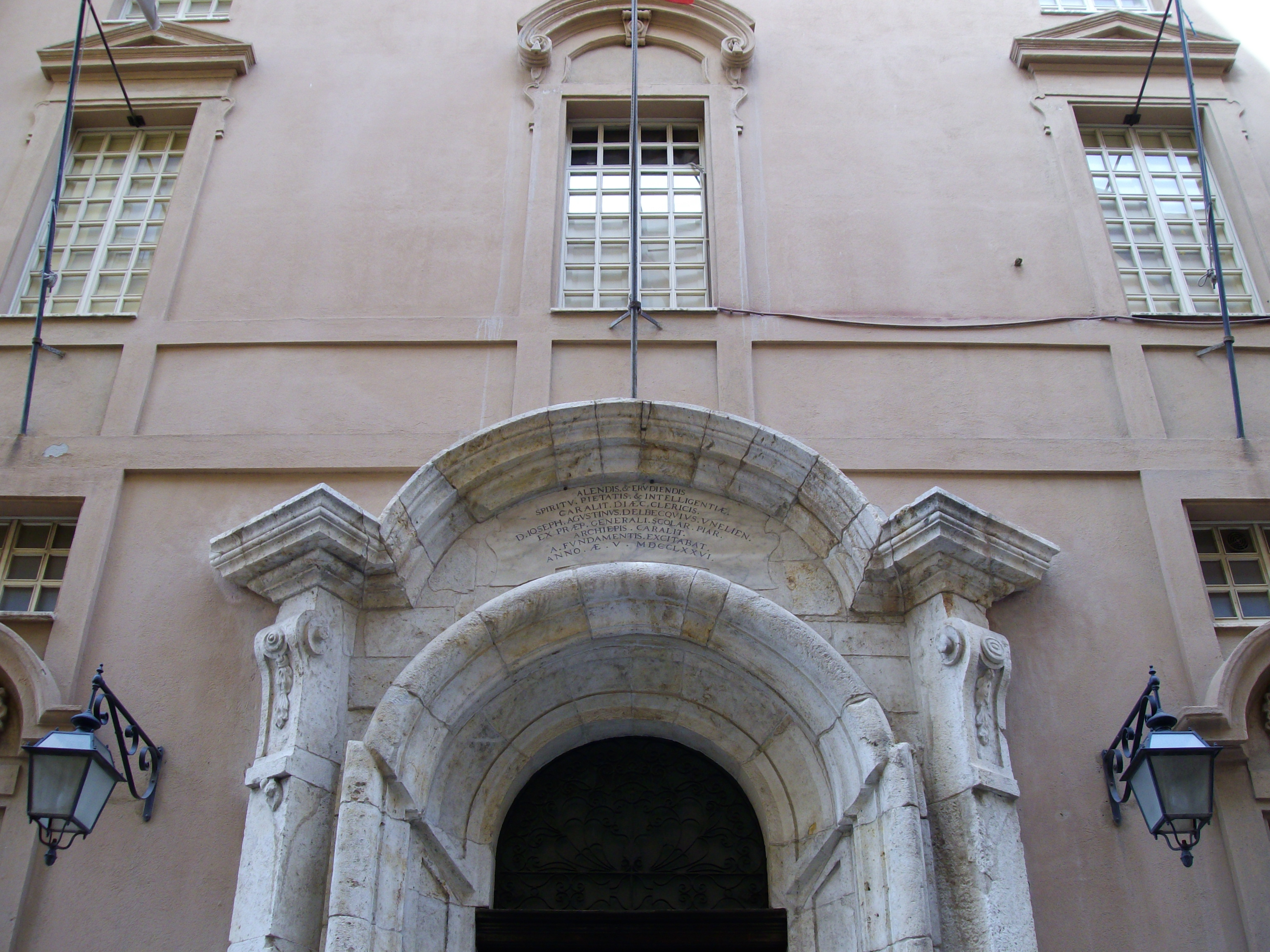
L'ingresso del Seminario Tridentino nel Palazzo Belgrano (oggi Biblioteca Universitaria)

Nel 1770 l'arcivescovo Giuseppe Agostino Delbecchi decretò lo spostamento del Seminario nel nuovo Palazzo Belgrano in via Università, il quale edificio, assieme ai locali dell'Università degli Studi, presenta la realizzazione di un progetto culturale del re Carlo Emanuele III. I nuovi spazi furono inaugurati il 10 maggio 1778 da mons. Filippo Maria Melano. Nel 1873 furono abolite le facoltà teologiche nelle università del Regno d'Italia; per questo, il papa Pio IX, con breve pontificio Innumera splendidaque del 1º dicembre 1876, istituì presso i seminari di Cagliari e di Sassari i rispettivi Collegi teologici, abilitandoli a rilasciare i gradi accademici di baccellierato, licenza e dottorato.
Nel 1927 per volontà di papa Pio XI con la costituzione apostolica Nostrarum partem avvenne l'erezione del Pontificio Seminario Regionale Sardo a Cuglieri e della Pontificia facoltà teologica della Sardegna, e nel 1939 mons. Ernesto Maria Piovella decretò l'erezione del Seminario di Dolianova, sede dell'antica diocesi di Dolia. Il corso di studi dei seminaristi cagliaritani era dunque il seguente: le scuole medie a Dolianova, il ginnasio a Cagliari, il liceo e gli studi teologici a Cuglieri.
A seguito dei bombardamenti americani su Cagliari durante la seconda guerra mondiale nel 1943, i locali di Palazzo Belgrano, pur non danneggiati, vennero comunque evacuati a vantaggio del Seminario di Dolianova, più periferico e sicuro.

### Il nuovo seminario

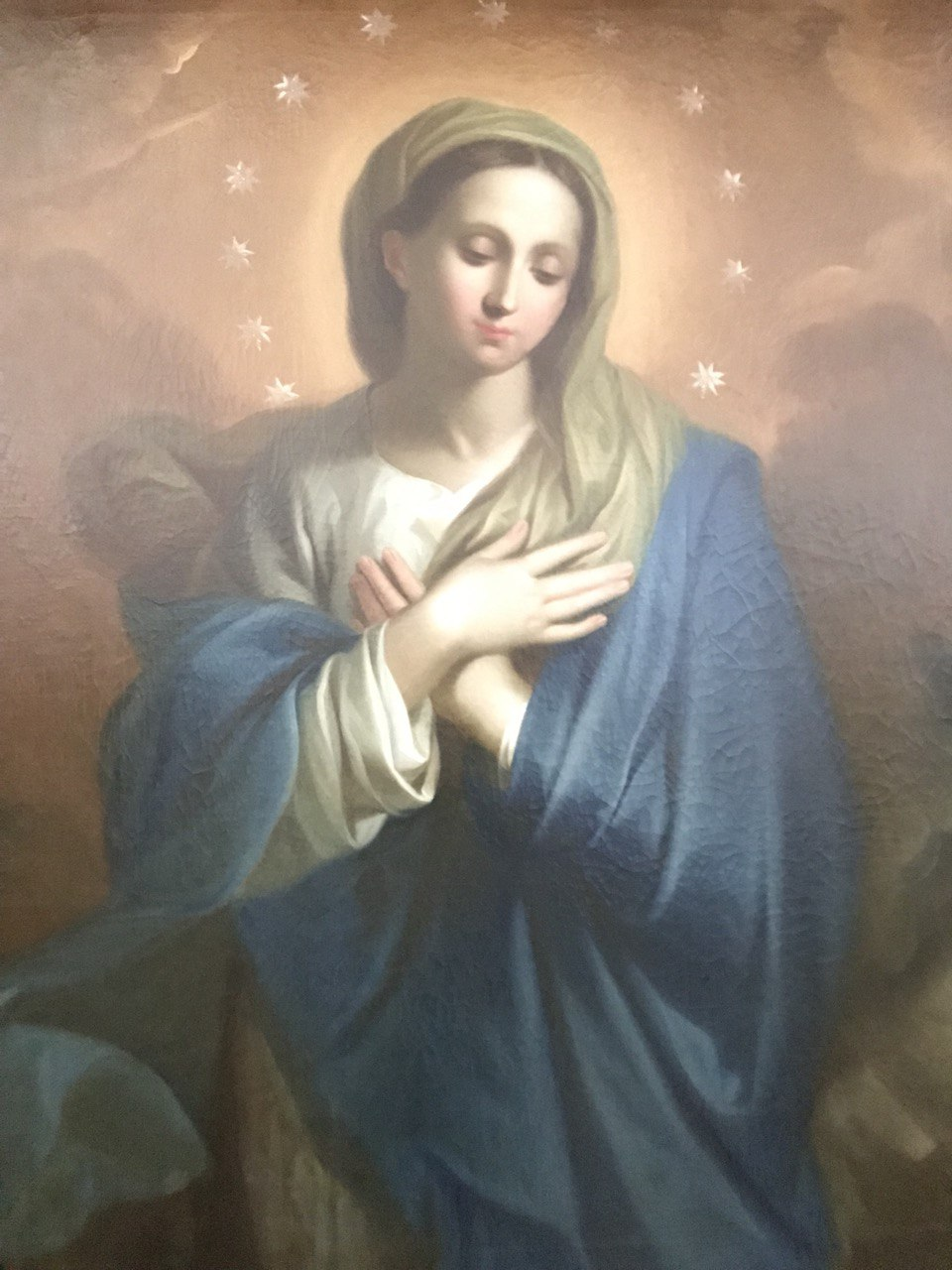
Giovanni Marghinotti, Madonna Immacolata, Cappella Maggiore del Seminario Arcivescovile.

Al suo arrivo in diocesi nel 1949, l'arcivescovo Paolo Botto espresse subito la volontà di costruire un nuovo seminario per riunire le varie realtà. Nel gennaio 1950 si procedette all'acquisto di un terreno di sette ettari e mezzo alle pendici del colle di San Michele, alla periferia di Cagliari, vendendo contestualmente il Seminario del quartiere Castello all'Università. I seminaristi vennero tutti trasferiti nei locali di Dolianova.
La prima pietra venne benedetta il 30 aprile 1956 dal cardinale Valerio Valeri, prefetto della Congregazione dei Religiosi. Il 4 novembre 1959 i seminaristi poterono ufficialmente entrare nei nuovi ambienti del seminario, e il 29 aprile 1960 lo stesso arcivescovo Botto consacrò l'altare della cappella maggiore, dove il giorno seguente celebrò solennemente il cardinale Alfredo Ottaviani, segretario della Congregazione del Santo Uffizio. Il 21 maggio 1964 avvenne l'inaugurazione di una nuova ala del plesso e la benedizione del mosaico della cappella maggiore. A partire dal 1967 venne attivata una scuola interna al seminario, dipendente dall'Istituto Salesiano cittadino, chiusa nel 1977.
Il 24 aprile 1970 il papa Paolo VI, nel suo pellegrinaggio al Santuario di Nostra Signora di Bonaria, fece visita al Seminario, rivolgendo nella cappella maggiore un discorso ai seminaristi e al clero. Nel novembre del 1977, a seguito della chiusura del Seminario di Cuglieri e dello spostamento della Facoltà Teologica a Cagliari, l'arcivescovo Giuseppe Bonfiglioli mise a disposizione del Regionale un’ala del Seminario diocesano, restaurata e adeguata. Il 20 ottobre 1985 il papa Giovanni Paolo II venne ospitato in Seminario durante la sua visita pastorale in Sardegna. Il 19 dicembre 2001 l'arcivescovo Ottorino Pietro Alberti pose la prima pietra, già benedetta da papa Wojtyla, del nuovo Seminario Regionale, nell'area sud-ovest del terreno del Seminario diocesano, ove sorgevano la piscina e alcuni campi sportivi.

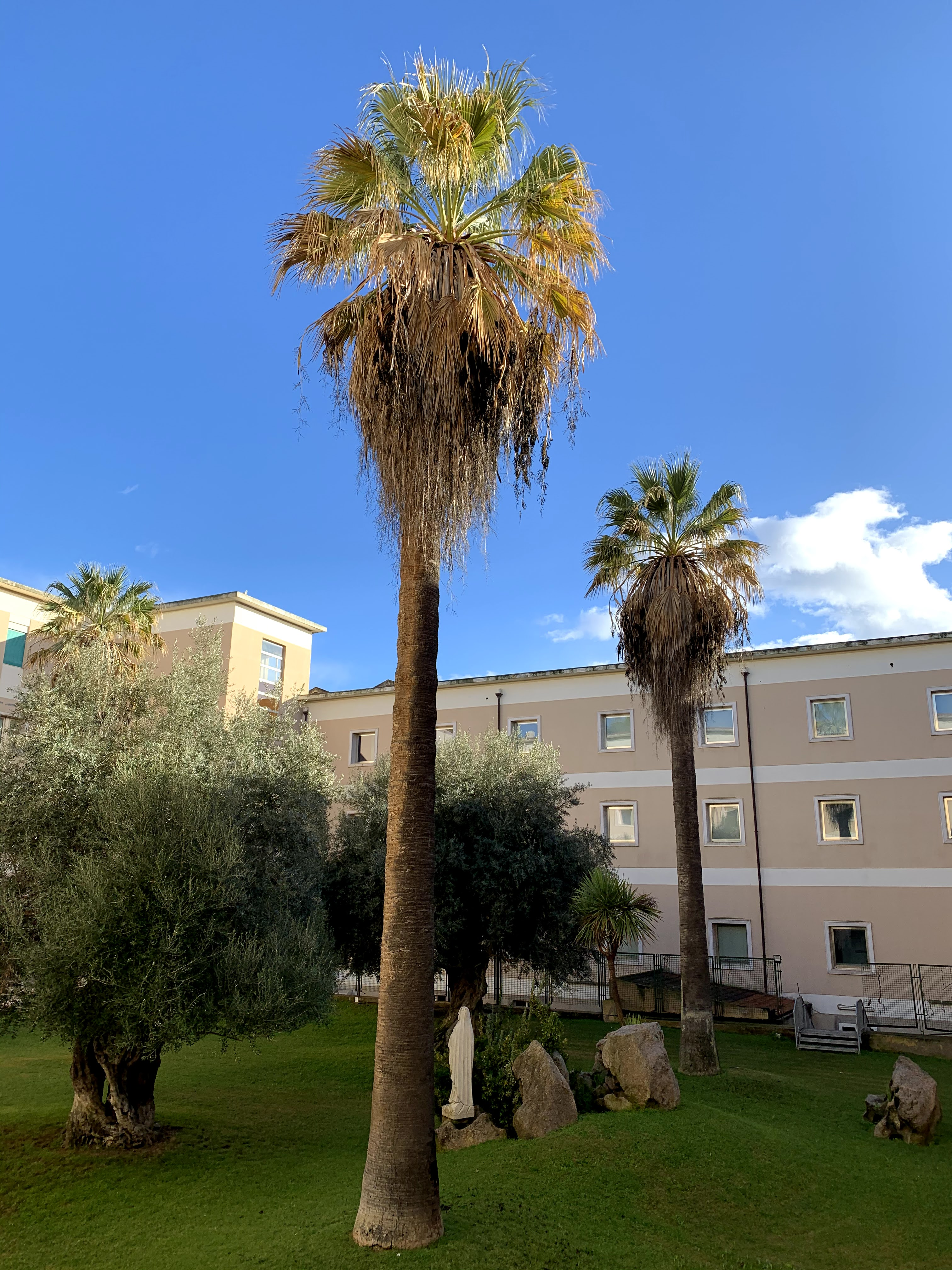
Il chiostro dopo la ristrutturazione voluta da mons. Mani.

### La ristrutturazione
Subito dopo il suo ingresso in diocesi l'arcivescovo Giuseppe Mani decise la ristrutturazione completa dell'intero plesso, affinché assieme alla comunità seminaristica potesse ospitare anche la Curia diocesana, gli appartamenti episcopali e una nuova sede dell'Archivio storico diocesano. Il rinnovamento, durato dal 2004 al 2007, ha interessato sia i locali interni, soprattutto nell'ala nord, sia i prospetti esterni, a cui vennero aggiunti anche i lavori di adattamento liturgico della Cappella maggiore. Nel 2005 la comunità del Seminario Regionale si trasferisce ufficialmente nei nuovi locali, lasciando definitivamente l'ala del Seminario diocesano messa a disposizione da mons. Bonfiglioli.
Il 7 settembre 2008 il papa Benedetto XVI ha visitato il Seminario durante la sua visita pastorale a Cagliari. Nel 2010 mons. Mani ha deciso la fondazione del College Universitario Sant'Efisio, nei locali già ristrutturati del seminario. Nel 2019 l'arcivescovo Arrigo Miglio ha benedetto il complesso di campi sportivi dedicati al beato torinese Pier Giorgio Frassati.

## Descrizione
L'attuale area di pertinenza del Seminario Arcivescovile si estende nella periferia nord-est di Cagliari, nel quartiere di Is Mirrionis, al confine con la municipalità di Pirri, delimitata tra via mons. Cogoni, via Cadello, via Pipia, via mons. Parraguez, su un pendio appartenente al colle di San Michele. A monte, nella zona nord, sono stati piantati numerosi pini ed è presente una vecchia postazione militare risalente alla Seconda guerra mondiale.

### Edificio principale
L'edificio principale ha pianta quadrata, con un ampio chiostro centrale dove è posizionata, tra palmi e olivi, una statua della Madonna Immacolata. Si suddivide in quattro piani e ospita il College Sant'Efisio, gli uffici di Curia, l'Archivio storico diocesano, l'Episcopio e la Casa del clero. È provvisto di un refettorio, di una sala stampa e di una sala conferenze dedicata a Benedetto XVI. Sull'attico hanno sede le redazioni di Radio Kalaritana e della fondazione Kalaritana Media.

### Cappella maggiore

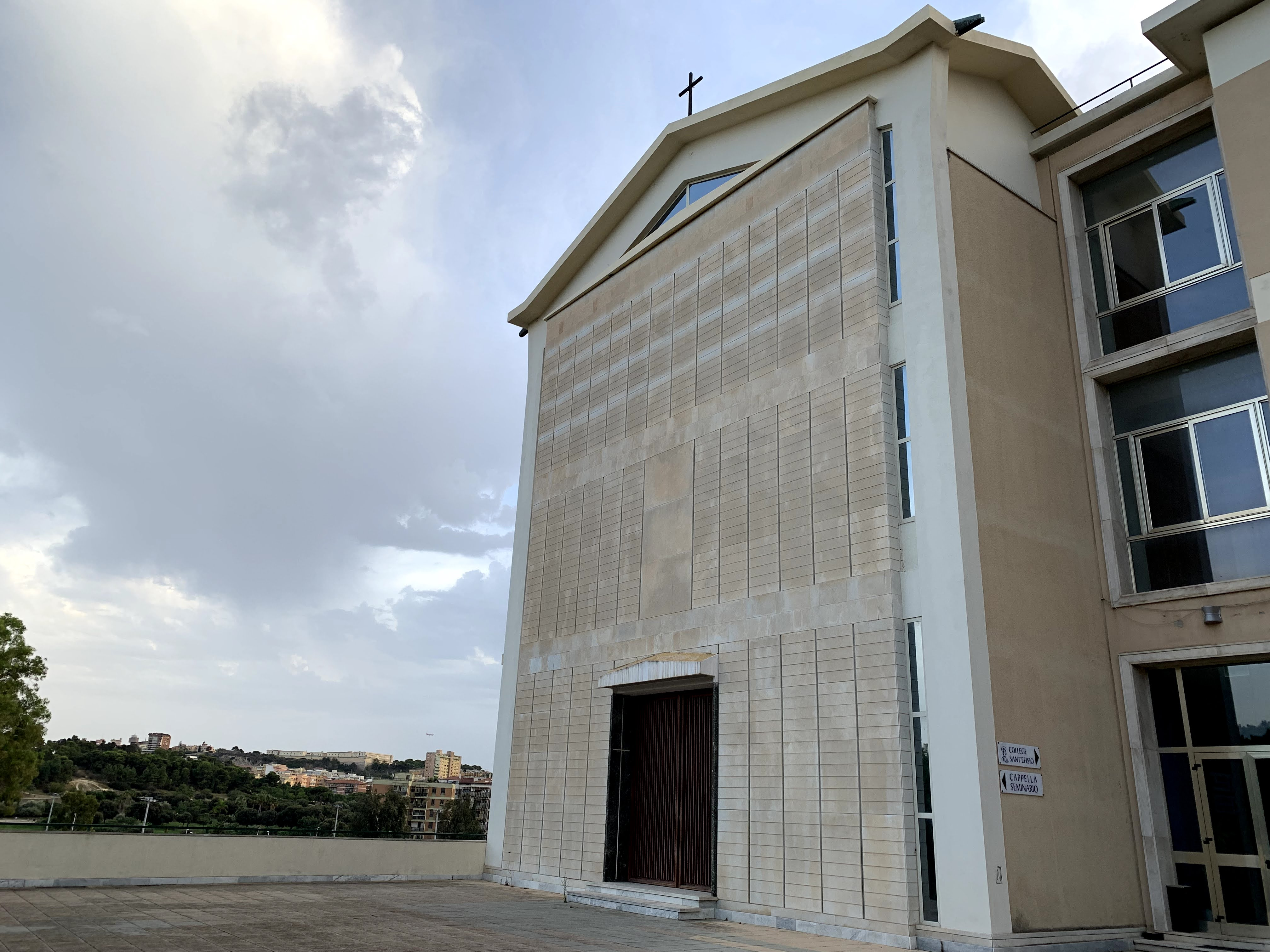
Prospetto esterno della Cappella maggiore.

La Cappella Maggiore del Seminario è l'edificio di culto principale della struttura. Dedicata all'Immacolata, è composta da un'unica navata a pianta rettangolare ed è stata dedicata dall'arcivescovo Paolo Botto il 29 aprile 1960; sul presbiterio si trova l'altare, originariamente costruito per il rito romano antico e dunque unito al tabernacolo, è stato adeguato a seguito della riforma liturgica e consacrato nuovamente dall'arcivescovo Giuseppe Mani.
Sul fondo dell'area presbiterale si trova l'artistico mosaico rappresentante la Pentecoste, prodotto dalla Scuola Vaticana e benedetto nel 1964. Sul lato sinistro della navata è ospitato il quadro ottocentesco della Madonna Immacolata dipinta da Giovanni Marghinotti.

## Cronotassi dei rettori
...
- Giovanni Cogoni (1959-1966)
- Pier Giuliano Tiddia (1966-1971)
- Giovanni Cara (1971-1973)
- Dante Usai (1973-1985)
- Mosè Marcia (1985-1991)
- Salvatore Ruggiu (1991-1994)
- Giovanni Ligas (1994-1998)
- Luciano Ligas (1998-2004)
- Ferdinando Caschili (2004-2005)
- Gianni Sanna (2005-2009)
- Roberto Ghiani responsabile (2009-2011)
- Albino Lilliu responsabile (2011-2012)
- Paolo Sanna (2012-2014)
- Michele Fadda (2014-2019)
- Riccardo Pinna (2019-2021)
- Roberto Ghiani (2021- )